# Lijst van voetbalinterlands Duitse Democratische Republiek - Italië
Deze lijst van voetbalinterlands is een overzicht van alle officiële voetbalwedstrijden tussen de nationale teams van de Duitse Democratische Republiek en Italië. De landen speelden in totaal vier keer tegen elkaar. Het eerste duel, een kwalificatiewedstrijd voor het Wereldkampioenschap voetbal 1970, werd gespeeld in Oost-Berlijn op 29 maart 1969. De laatste ontmoeting, een vriendschappelijke wedstrijd, vond plaats op 14 april 1982 in Leipzig.

## Wedstrijden
| № | Plaats       | Datum            | Competitie           | Wedstrijd                               | Uitslag |
| - | ------------ | ---------------- | -------------------- | --------------------------------------- | ------- |
| 1 | Oost-Berlijn | 29 maart 1969    | WK 1970 kwalificatie | Duitse Democratische Republiek – Italië | 2 – 2   |
| 2 | Napels       | 22 november 1969 | WK 1970 kwalificatie | Italië – Duitse Democratische Republiek | 3 – 0   |
| 3 | Udine        | 19 april 1981    | Vriendschappelijk    | Italië – Duitse Democratische Republiek | 0 – 0   |
| 4 | Leipzig      | 14 april 1982    | Vriendschappelijk    | Duitse Democratische Republiek – Italië | 1 – 0   |

## Samenvatting
| Competitie        | Totaal gespeeld | Winst DDR | Gelijk | Winst Italië | Doelsaldo DDR – Italië |
| ----------------- | --------------- | --------- | ------ | ------------ | ---------------------- |
| WK-kwalificatie   | 2               | 0         | 1      | 1            | 2 − 5                  |
| Vriendschappelijk | 2               | 1         | 1      | 0            | 1 − 0                  |
| Totaal            | 4               | 1         | 2      | 1            | 3 − 5                  |

Wedstrijden bepaald door strafschoppen worden, in lijn met de FIFA, als een gelijkspel gerekend.

## Details

### Tweede ontmoeting
| WK 1970 kwalificatie (Napels, Italië, 22 november 1969): |              | |
| Italië | 3 – 0        | Duitse Democratische Republiek |
| Alessandro Mazzola 7' Angelo Domenghini 25' Luigi Riva 36' | goals        | |
| Ferruccio Valcareggi | bondscoach   | Harald Seeger |
| Dino Zoff Tarcisio Burgnich Giacinto Facchetti Pierluigi Cera 50' Giorgio Puia Sandro Salvadore Luciano Chiarugi Alessandro Mazzola Angelo Domenghini Giancarlo De Sisti Luigi Riva | opstellingen | Jürgen Croy Bernd Bransch 75' Otto Fräßdorf Klaus Urbanczyk Klaus-Dieter Seehaus Helmut Stein Harald Irmscher Gerhard Körner 46' Wolfram Löwe Henning Frenzel Eberhard Vogel |
| Antonio Juliano 50' | wissels      | 46' Peter Ducke 75' Peter Rock |

### Derde ontmoeting
| Vriendschappelijk (Udine, Italië, 19 april 1981): |              | |
| Italië | 0 – 0        | Duitse Democratische Republiek |
| | goals        | |
| Enzo Bearzot | bondscoach   | Georg Buschner |
| Dino Zoff Claudio Gentile Antonio Cabrini Marco Tardelli Pietro Vierchowod 80' Gaetano Scirea Salvatore Bagni Giuseppe Dossena Francesco Graziani Giancarlo Antognoni Franco Selvaggi | opstellingen | Hans-Ulrich Grapenthin Hans-Jürgen Dörner Dieter Strozniak Lothar Kurbjuweit Reinhard Hafner Rüdiger Schnuphase Wolfgang Steinbach Hans-Jürgen Riediger 67' Andreas Bielau Martin Hoffmann Udo Schmuck |
| Giuseppe Baresi 80' | wissels      | 67' Jürgen Heun |
| - Debuut van Giuseppe Dossena (Bologna FC) en Franco Selvaggi (Cagliari) voor Italië. - Debuut van Andreas Bielau (Carl Zeiss Jena) voor Oost-Duitsland.                              |              | |

### Vierde ontmoeting
| Vriendschappelijk (Leipzig, Duitse Democratische Republiek, 14 april 1982): |              | |
| Duitse Democratische Republiek | 1 – 0        | Italië |
| Lothar Hause 20' | goals        | |
| Rudolf Krause | bondscoach   | Enzo Bearzot |
| Bodo Rudwaleit Norbert Trieloff Artur Ullrich Rüdiger Schnuphase Uwe Zötzsche Matthias Liebers Lothar Hause Hans-Jürgen Dörner Jürgen Pommerenke Joachim Streich 65' Martin Trocha                                  | opstellingen | 46' Dino Zoff Claudio Gentile 61' Luciano Marangon Marco Tardelli Fulvio Collovati Gaetano Scirea Bruno Conti 46' Giuseppe Dossena Francesco Graziani Giancarlo Antognoni Daniele Massaro |
| Rainer Jarohs 65' | wissels      | 46' Ivano Bordon 46' Giampiero Marini 61' Giuseppe Bergomi |
| - Debuut van Uwe Zötzsche (Lokomotive Leipzig) en Rainer Jarohs (Hansa Rostock) voor Oost-Duitsland. - Debuut van Luciano Marangon (AS Roma), Daniele Massaro (Fiorentina) en Giuseppe Bergomi (Inter) voor Italië. |              | |